# Метелица (трамвай)
«Метелица» — семейство трамваев, разработанное швейцарской компанией Stadler Rail AG и выпускаемое заводом ЗАО «Штадлер Минск». Дизайн трамвая Stadler 853 (трёхсекционных шестиосных полностью низкопольных трамвайных вагонов) разработан отделом дизайна Объединённого института машиностроения Национальной академии наук Беларуси. Для Санкт-Петербурга трамваи поставлялись под брендовым названием «Чижик», для эксплуатации на одноимённой трамвайной сети.

## История

### Выпуск
Производственная программа ЗАО «Штадлер Минск» по выпуску вагонов Stadler 85300M, Stadler 85600M, Stadler 85601M:
| Год выпуска | Модель         | Количество вагонов | Зав. номера |
| ----------- | -------------- | ------------------ | ----------- |
| 2014        | Stadler 85300M | 1                  | 1           |
| 2017        | Stadler 85600M | 9                  | 1—9         |
| 2018        | Stadler 85600M | 14                 | 10—23       |
| 2019        | Stadler 85601M | 4                  | 1—4         |
| 2020        | Stadler 85601M | 3                  |             |

## Технические характеристики
Технические характеристики Stadler B85300M, Stadler B85600M, Stadler B85601M приведены в таблице:
| Параметр                                                  | Модификации    | Модификации    | Модификации    |
| Параметр                                                  | Stadler 85300M | Stadler 85600M | Stadler 85601M |
| Шириная колеи, мм                                         | 1524           | 1524           | 1435           |
| Напряжение в сети, В                                      | 400-720        | 400-720        | 525-900        |
| Направление движения                                      | Двустороннее   | Двустороннее   | Двустороннее   |
| Количество секций                                         | 3              | 3              | 3              |
| Осевая формула                                            | 3×(20—20)      | 4×(20—20)      | 20—2—2—20      |
| Количество сидячих мест                                   | 60             | 66             | 66             |
| Пассажировместимость (5 чел./м2, сидячие + стоячие места) | 183            | 256            | 221            |
| Пассажировместимость (8 чел./м2, сидячие + стоячие места) | 259            | 376            | 376            |
| Низкий пол                                                | 100 %          | 100 %          | 100 %          |
| Ширина дверного проёма                                    | 1300           | 1300           | 1300           |
| Количество дверей с одной стороны                         | 4              | 5              | 5              |
| Длина                                                     | 26715          | 33450          | 33760          |
| Высота                                                    | 3570           | 3570           | 3600           |
| Ширина                                                    | 2500           | 2500           | 2500           |
| База тележки                                              | 1800           | 1800           | 1800           |
| Диаметр колеса, мм                                        | 530-610        | 530-610        | 530-610        |
| Суммарная максимальная мощность двигателей                | 560            | 560            | 420            |
| Максимальное ускорение, м/с²                              | 1,24           | 1,5            | 1,1            |
| Максимальная скорость, км/ч                               | 75             | 75             | 60             |
| Песочницы с электроподогревом                             | 8              | 12             | 12             |

## Конструкция

### Механическая часть

#### Кузов
Пассажирские двери вагона двухкабинного исполнения находятся с обеих сторон вагона, что, наряду с наличием второй кабины, даёт возможность использовать трамвай на маршрутах без оборотных колец.
Каркас трамвая изготовлен из низколегированной стали и обшит деталями стеклопластика и алюминиевыми панелями, что, по заявлению производителя, способствует увеличенному сроку службы и лёгкости в техническом обслуживании. Вагон приводится в движение четырьмя электродвигателями с воздушным охлаждением. Конструкция разработана с учётом климатических условий стран СНГ и допускает эксплуатацию в диапазоне температур от -40 до +40 °C.

### Интерьер
Внутренняя обшивка — пластик и алюминиевые панели, композиционные материалы.
Внутреннее оформление может варьироваться в зависимости от индивидуальных требований заказчика, возможно оснащение кондиционером, информационными жидкокристаллическими экранами, информационной системой «Искра», камерами видеонаблюдения, розетками 220 В и USB-разъёмами для подзарядки мобильных электронных устройств. Для маломобильных людей трамвай оборудован специальными зонами для инвалидных кресел с ремнями безопасности и пандусами.

### Модификации
- Stadler 822 — двухсекционная версия. Имеет по четыре двери для входа пассажиров, 31 сидячее место;
- Stadler 85600M «Чижик» — трёхсекционная версия на базе Stadler 85300M «Metelitsa». Отличается более длинной средней секцией[4];
- Stadler 85601M — Stadler B85600M для города Кочабамба[5]. Отличается увеличенной (по сравнению с версией Stadler 85300M «Metelitsa») средней секцией;
- Stadler 877 — пятисекционная версия. Имеет по шесть дверей для входа пассажиров, 104 сидячих места;
- АКСМ-85300M «Метелица» − производство Белкоммунмаш.

К двухсторонним моделям в конец обозначения добавляются символы «00М», «01М» и тому подобные.

## Эксплуатация

### Россия и Беларусь
Вагон 85300М зав. № 1 проходил испытания в Москве с 1 февраля по 4 июня 2015 года. Затем был передан в Самару и эксплуатировался с 5 июня 2015 года по 31 марта 2016 года. Позже был отвезён обратно на завод и передан в Восточное трамвайное депо Краснодара. Эксплуатировался с пассажирами в Краснодаре с 22 июля 2016 года. В январе 2017 года был возвращён обратно на завод. В июле 2017 года передан на испытания в Минск на 90 дней. С июля 2018 по апрель 2019 года проходил испытания в СПб ГУП «Горэлектротранс» (Санкт-Петербург). В июне 2019 передан в Минск на период проведения Европейских игр 2019 года.
С середины 2017 года началось производство трамваев Stadler 85600M для Санкт-Петербурга, некоторые из них обкатывались на улицах Минска. Пассажирская эксплуатация этих вагонов началась 7 марта 2018 года.

### Украина
Вагон 85300М зав. № 1 прибыл 07.09.2021 для прохождения испытаний в Харьков. Корпус машины окрашен в голубые и жёлтые тона. На данный момент стоит в Октябрьском трамвайном депо. Передача обратно в Беларусь невозможна из-за приостановки работы завода Штадлер-Минск на фоне введения санкций. Изначально планировалось возвращение в эксплуатацию этой модели в Харькове, но 13 июня 2024 года она уехала из города.

### Боливия
В марте 2018 года власти боливийского города Кочабамба подписали договор с заводом «Штадлер Минск» на поставку 12 трёхсекционных трамваев Stadler B85601M в течение 2019—2020 гг. Делегация из этого города посетила завод 16 октября 2018 года и Санкт-Петербург 25 октября того же года, где им показали трамваи для ТКК «Чижик». 7 трамваев в течение 2019—2022 годов прибыли в Кочабамбу и вышли на линию 13 сентября 2022 года с открытием трамвайного движения. Остальные 5 вагонов не были доставлены в связи с временной приостановкой работы завода в Беларуси.

## Галерея

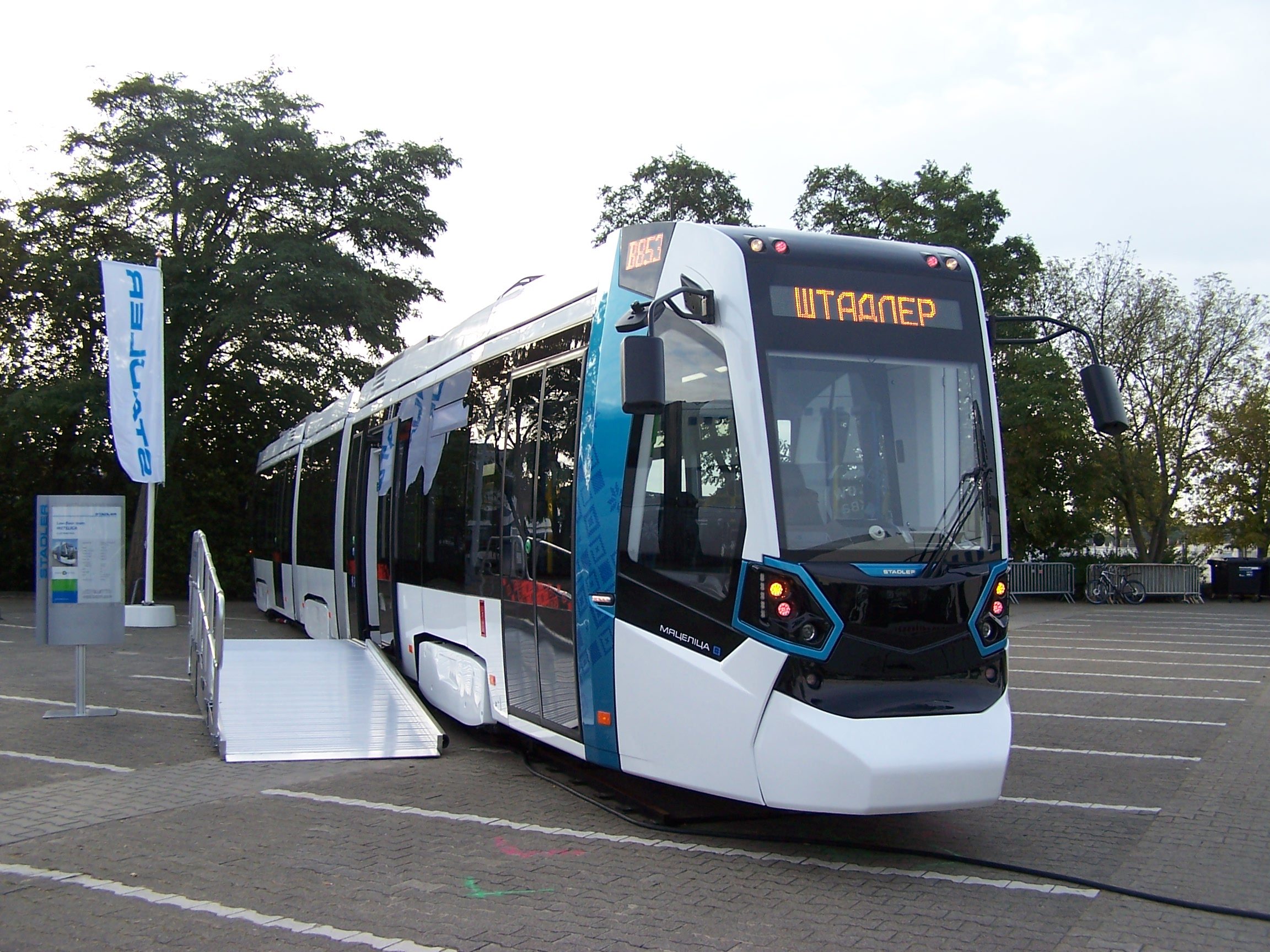
Stadler 85300M на выставке InnoTrans в Берлине, сентябрь 2014 года
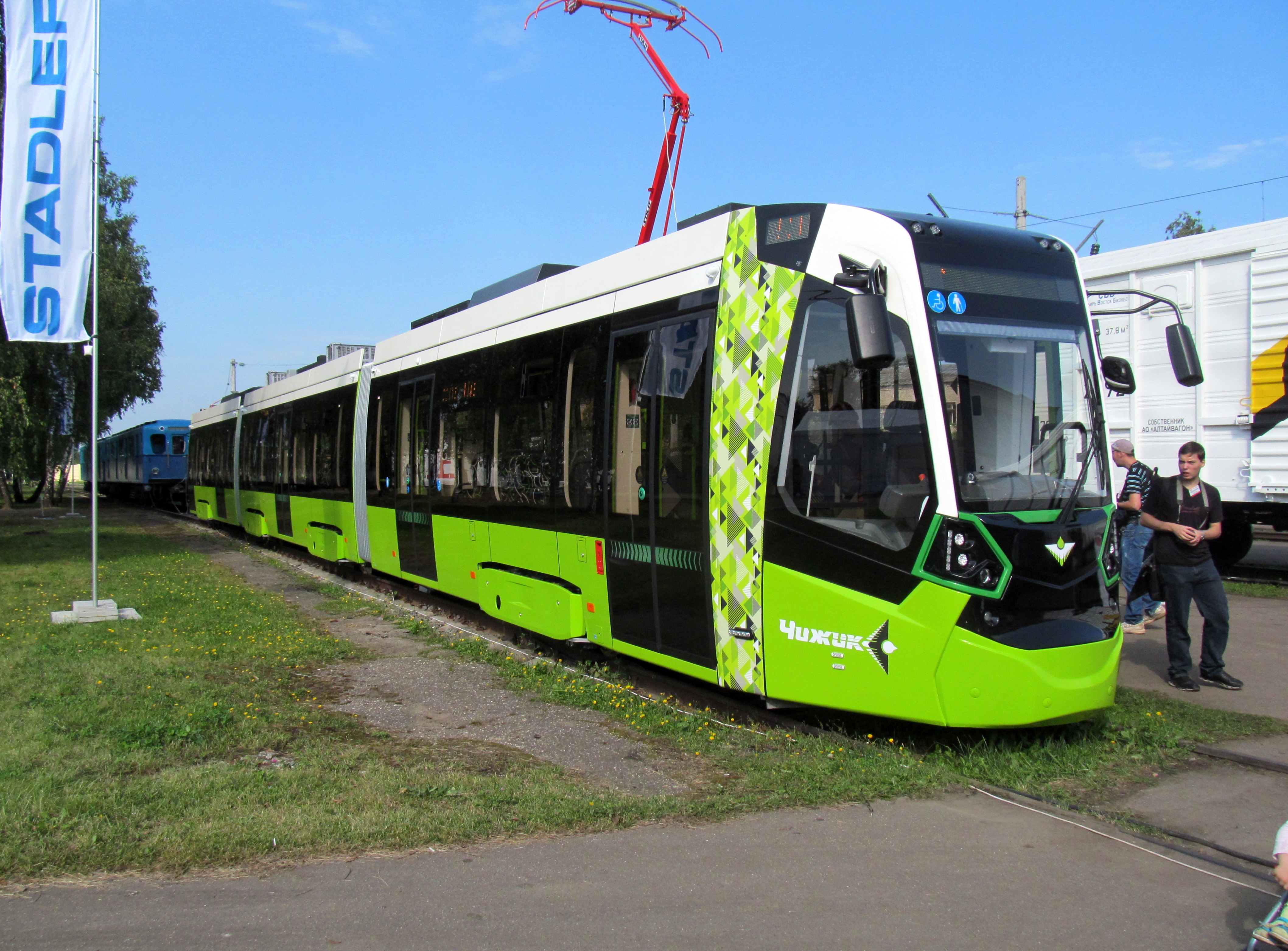
Stadler 85600M на выставке Экспо 1520, сентябрь 2017 года
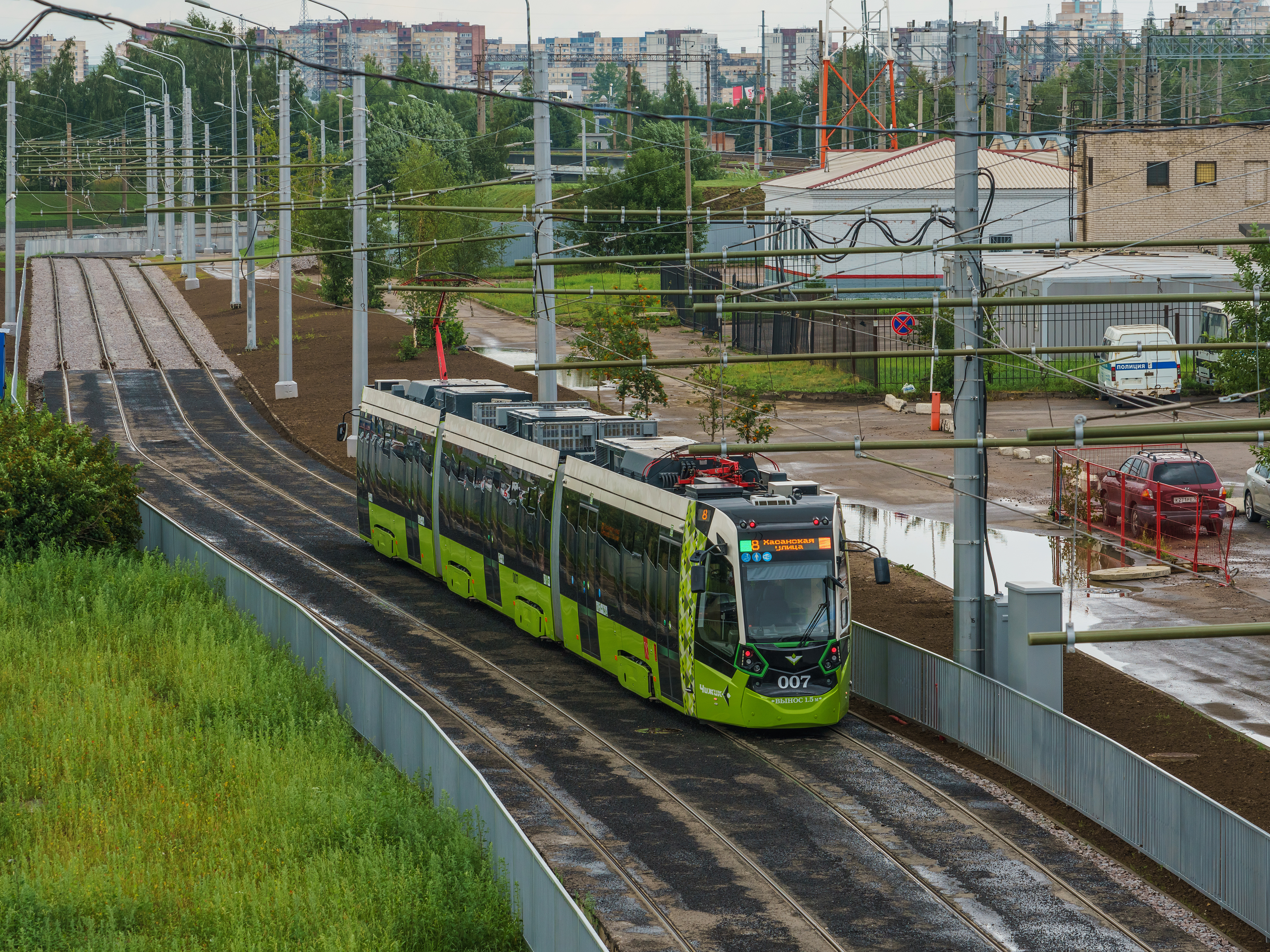
Stadler 85600M № 7 около Ладожского вокзала в Санкт-Петербурге
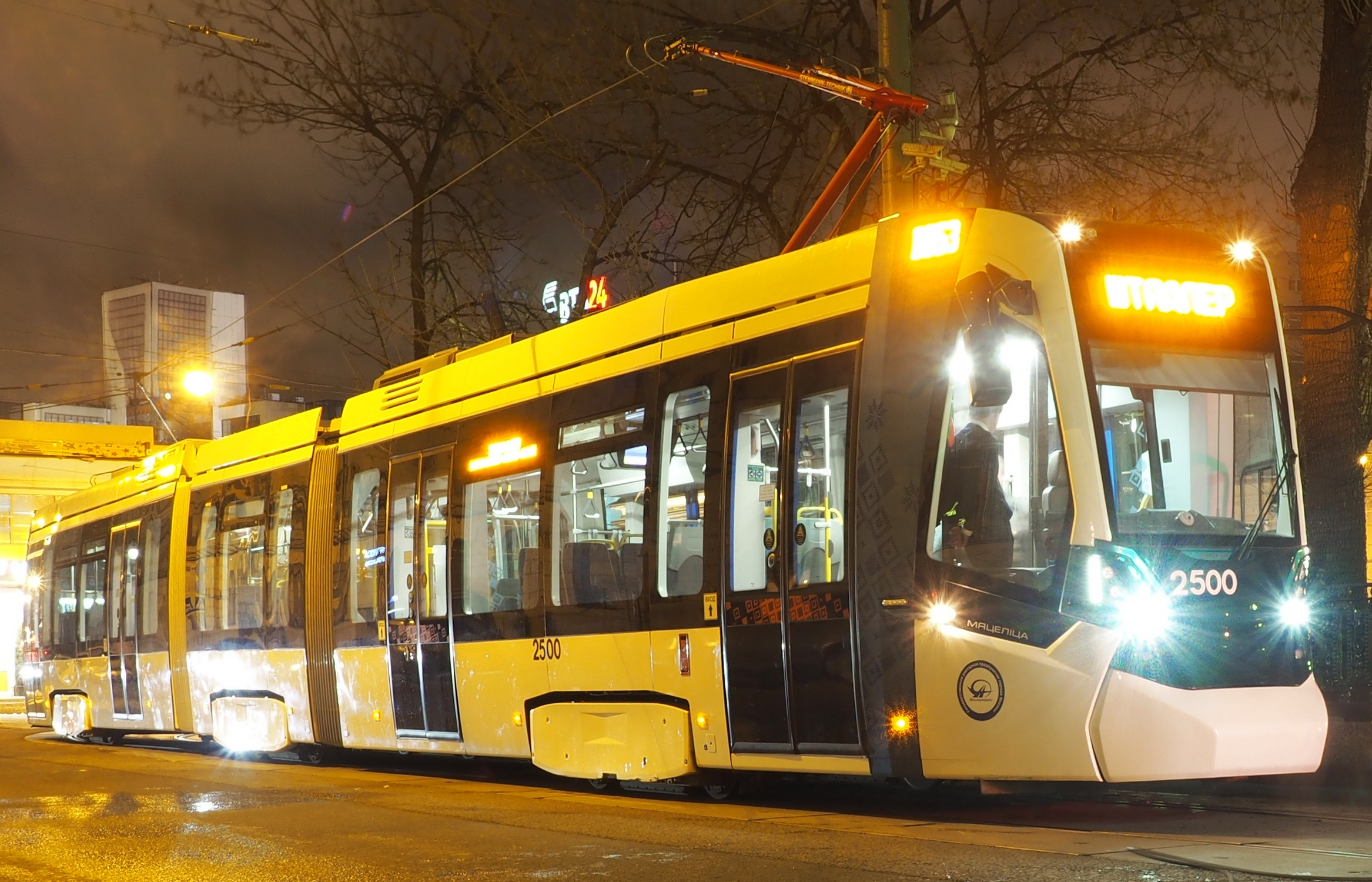
Stadler-85300M в Москве
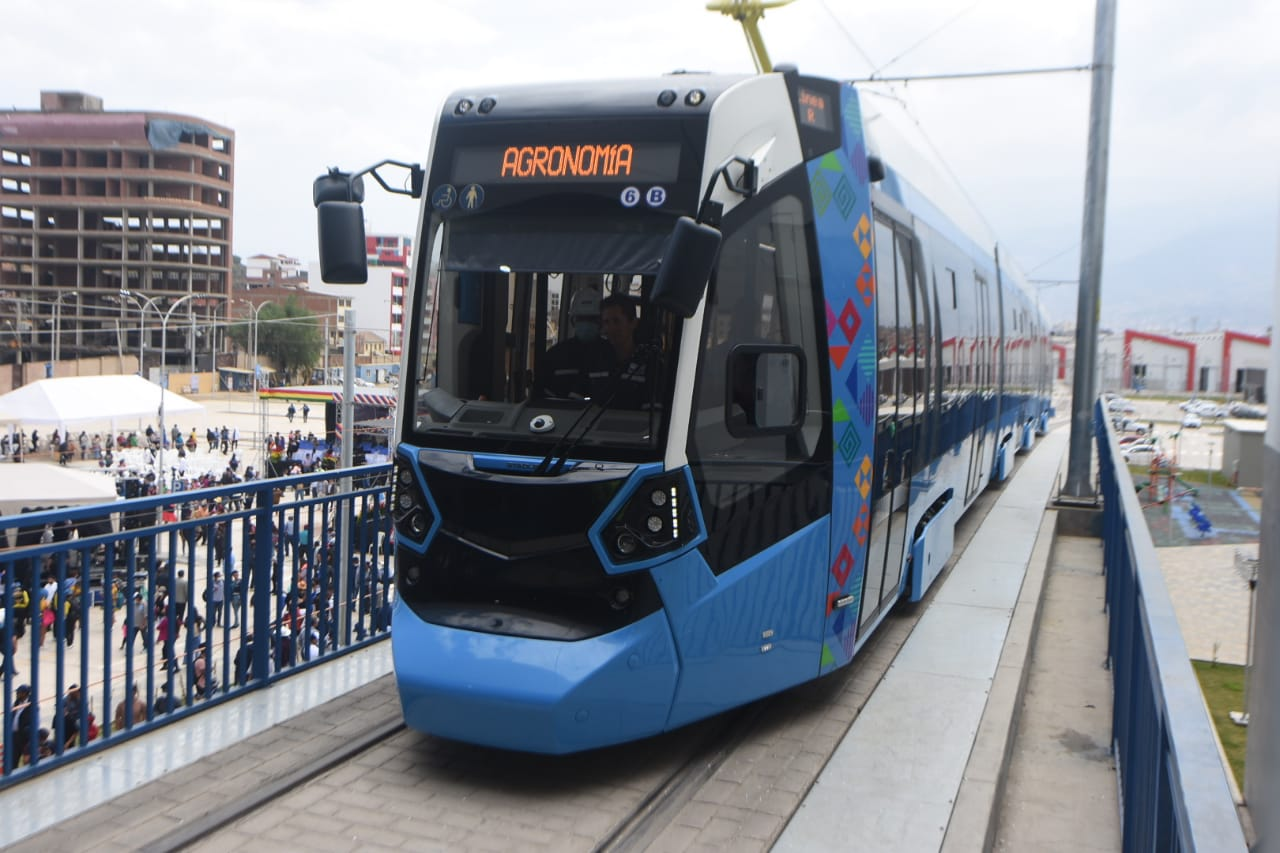
Stadler 85601M в Кочабамбе